# Omloop Het Nieuwsblad 2021
L'Omloop Het Nieuwsblad 2021 fou la 76a edició de l'Omloop Het Nieuwsblad. Es disputà el 27 de febrer de 2021 sobre un recorregut de 200,5 km amb sortida a Gant i arribada a Ninove. La cursa formà part per de l'UCI World Tour 2021, amb una categoria 1.UWT.
El vencedor fou l'italià Davide Ballerini (Deceuninck-Quick Step), que s'imposà a l'esprint en un nombrós grup a Jake Stewart (Groupama-FDJ) i Sep Vanmarcke (Israel Start-Up Nation), segon i tercer respectivament. Destaca la sisena posició aconseguida pel basc Alex Aranburu (Astana-Premier Tech).

## Presentació

### Recorregut
El recorregut és el mateix que en l'edició del 2019. Els ciclistes hauran de superar tretze cotes, algunes d'elles cobertes amb llambordes:
| Núm. | Nom                   | Km d'etapa (km) | Ferm       | Llargada(m) | Mitjana de desnivell (%) | Màxim desnivell (%) |
| ---- | --------------------- | --------------- | ---------- | ----------- | ------------------------ | ------------------- |
| 1    | Leberg                | 49              | asfalt     | 950         | 4,2%                     | 13,8%               |
| 2    | Den Ast               | 76              | asfalt     | 450         | 5.5%                     | 11%                 |
| 3    | Katteberg             | 102             | asfalt     | 750         | 6%                       | 11%                 |
| 4    | Leberg                | 112             | asfalt     | 950         | 4,2%                     | 13,8%               |
| 5    | Hostellerie           | 128             | asfalt     | 1.300       | 5,1 %                    | 8 %                 |
| 6    | Valkenberg            | 137             | asfalt     | 540         | 8,1%                     | 12,8%               |
| 7    | Wolvenberg            | 148             | llambordes | 645         | 7,9%                     | 17,3%               |
| 8    | Molenberg             | 158             | llambordes | 463         | 7%                       | 14,2%               |
| 9    | Leberg                | 166             | asfalt     | 950         | 4,2%                     | 13,8%               |
| 10   | Berendries            | 170             | asfalt     | 940         | 7%                       | 12,3%               |
| 11   | Elverenberg-Vossenhol | 172             | asfalt     | 1.268       | 3,6%                     | 9%                  |
| 12   | Muur-Kapelmuur        | 184             | llambordes | 475         | 9.3%                     | 19,8%               |
| 13   | Bosberg               | 188             | llambordes | 980         | 5,8%                     | 11%                 |

A més d'aquestes 13 ascensions hi havia 9 sectors de llambordes:
| Trams de llambordes |              |     |             |
| Número              | Nom          | Km  | Llargada(m) |
| ------------------- | ------------ | --- | ----------- |
| 1                   | Haaghoek     | 46  | 2.000       |
| 2                   | Huisepontweg | 71  | 1.800       |
| 3                   | Holleweg     | 103 | 1.500       |
| 4                   | Haaghoek     | 109 | 2.000       |
| 5                   | Paddestraat  | 118 | 2.300       |
| 6                   | Ruiterstraat | 148 | 800         |
| 7                   | Kerkgate     | 149 | 1.030       |
| 8                   | Jagerij      | 152 | 800         |
| 9                   | Haaghoek     | 162 | 2.000       |

### Equips
En aquesta edició van prendre part 25 equips: 19 de categoria UCI WorldTeam i 6 de categoria Professional Continental.
| WorldTeams (19)- AG2R Citroën Team - Astana-Premier Tech - Bahrain Victorious - Bora-Hansgrohe - Cofidis - Deceuninck-Quick Step - EF Education-Nippo - Groupama-FDJ - Ineos Grenadiers - Intermarché-Wanty-Gobert Matériaux - Israel Start-Up Nation - Jumbo-Visma - Lotto Soudal - Movistar Team - Team BikeExchange - Team DSM - Qhubeka Assos - Trek-Segafredo - UAE Team Emirates ProTeams (6)- Arkéa-Samsic - Alpecin-Fenix - Sport Vlaanderen-Baloise - B&B Hotels p/b KTM - Bingoal-WB - Total Direct Énergie |
| |

## Classificació final
| \| Classificació general \| Classificació general \| Classificació general \| Classificació general \| Classificació general \| \| Corredor \| Corredor \| Equip \| Temps \| \| \| --------------------- \| ----------------------- \| ---------------------- \| --------------------- \| --------------------- \| \| 1r \| Davide Ballerini \| Deceuninck-Quick Step \| 4h 43' 03" \| \| \| 2n \| Jake Stewart \| Groupama-FDJ \| + 0" \| \| \| 3r \| Sep Vanmarcke \| Israel Start-Up Nation \| + 0" \| \| \| 4t \| Heinrich Haussler \| Bahrain Victorious \| + 0" \| \| \| 5è \| Philippe Gilbert \| Lotto-Soudal \| + 0" \| \| \| 6è \| Alexander Aranburu Deba \| Astana-Premier Tech \| + 0" \| \| \| 7è \| Florian Sénéchal \| Deceuninck-Quick Step \| + 0" \| \| \| 8è \| Matteo Trentin \| UAE Team Emirates \| + 0" \| \| \| 9è \| Kevin Geniets \| Groupama-FDJ \| + 0" \| \| \| 10è \| Nils Politt \| Bora-Hansgrohe \| + 0" \| \| |                         |                        |            |
| |                         |                        |            |
| Font: ProCyclingStats |                         |                        |            |
| Classificació general |                         |                        |            |
| Corredor | Corredor                | Equip                  | Temps      |
| 1r | Davide Ballerini        | Deceuninck-Quick Step  | 4h 43' 03" |
| 2n | Jake Stewart            | Groupama-FDJ           | + 0"       |
| 3r | Sep Vanmarcke           | Israel Start-Up Nation | + 0"       |
| 4t | Heinrich Haussler       | Bahrain Victorious     | + 0"       |
| 5è | Philippe Gilbert        | Lotto-Soudal           | + 0"       |
| 6è | Alexander Aranburu Deba | Astana-Premier Tech    | + 0"       |
| 7è | Florian Sénéchal        | Deceuninck-Quick Step  | + 0"       |
| 8è | Matteo Trentin          | UAE Team Emirates      | + 0"       |
| 9è | Kevin Geniets           | Groupama-FDJ           | + 0"       |
| 10è | Nils Politt             | Bora-Hansgrohe         | + 0"       |

## Llista de participants
| Trek-Segafredo TFS | Trek-Segafredo TFS      | Trek-Segafredo TFS |
| ------------------ | ----------------------- | ------------------ |
| Núm                | Ciclista                | Pos                |
| 1                  | Jasper Stuyven (BEL)    | 83è                |
| 2                  | Mads Pedersen (DEN)     | 112è               |
| 3                  | Edward Theuns (BEL)     | 86è                |
| 4                  | Ryan Mullen (IRL)       | 91è                |
| 5                  | Jakob Egholm (DEN)      | DNF                |
| 6                  | Charlie Quaterman (GBR) | DNF                |
| 7                  | Alex Kirsch (LUX)       | 63è                |

| Deceuninck-Quick Step DQT | Deceuninck-Quick Step DQT       | Deceuninck-Quick Step DQT |
| ------------------------- | ------------------------------- | ------------------------- |
| Núm                       | Ciclista                        | Pos                       |
| 11                        | Julian Alaphilippe (FRA) (ruta) | 57è                       |
| 12                        | Kasper Asgreen (DEN) (ruta)     | 49è                       |
| 13                        | Davide Ballerini (ITA)          | 1r                        |
| 14                        | Tim Declercq (BEL)              | DNF                       |
| 15                        | Yves Lampaert (BEL)             | 56è                       |
| 16                        | Florian Sénéchal (FRA)          | 7è                        |
| 17                        | Zdeněk Štybar (CZE)             | 125è                      |

| Lotto-Soudal LTS | Lotto-Soudal LTS         | Lotto-Soudal LTS |
| ---------------- | ------------------------ | ---------------- |
| Núm              | Ciclista                 | Pos              |
| 21               | Philippe Gilbert (BEL)   | 5è               |
| 22               | Frederik Frison (BEL)    | DNF              |
| 23               | Andreas Kron (DEN)       | 79è              |
| 24               | Stefano Oldani (ITA)     | 71è              |
| 25               | Brent Van Moer (BEL)     | DNF              |
| 26               | Florian Vermeersch (BEL) | DNF              |
| 27               | Tim Wellens (BEL)        | 24è              |

| Intermarché-Wanty-Gobert Matériaux IWG | Intermarché-Wanty-Gobert Matériaux IWG | Intermarché-Wanty-Gobert Matériaux IWG |
| -------------------------------------- | -------------------------------------- | -------------------------------------- |
| Núm                                    | Ciclista                               | Pos                                    |
| 31                                     | Aimé De Gendt (BEL)                    | 28è                                    |
| 32                                     | Jonas Koch (GER)                       | 65è                                    |
| 33                                     | Taco van der Hoorn (NED)               | 96è                                    |
| 34                                     | Andrea Pasqualon (ITA)                 | 64è                                    |
| 35                                     | Boy van Poppel (NED)                   | DNF                                    |
| 36                                     | Pieter Vanspeybrouck (BEL)             | 118è                                   |
| 37                                     | Loïc Vliegen (BEL)                     | 52è                                    |

| AG2R Citroën Team ACT | AG2R Citroën Team ACT   | AG2R Citroën Team ACT |
| --------------------- | ----------------------- | --------------------- |
| Núm                   | Ciclista                | Pos                   |
| 41                    | Greg Van Avermaet (BEL) | 33è                   |
| 42                    | Julien Duval (FRA)      | DNF                   |
| 43                    | Alexis Gougeard (FRA)   | DNF                   |
| 44                    | Lawrence Naesen (BEL)   | 26è                   |
| 45                    | Oliver Naesen (BEL)     | 19è                   |
| 46                    | Damien Touzé (FRA)      | 34è                   |
| 47                    | Gijs Van Hoecke (BEL)   | 122è                  |

| Astana-Premier Tech APT | Astana-Premier Tech APT       | Astana-Premier Tech APT |
| ----------------------- | ----------------------------- | ----------------------- |
| Núm                     | Ciclista                      | Pos                     |
| 51                      | Fabio Felline (ITA)           | 106è                    |
| 52                      | Alexander Aranburu Deba (ESP) | 6è                      |
| 53                      | Manuele Boaro (ITA)           | DNF                     |
| 54                      | Yevgeniy Fedorov (KAZ)        | 123è                    |
| 55                      | Gorka Izagirre Insausti (ESP) | 42è                     |
| 56                      | Davide Martinelli (ITA)       | 131è                    |
| 57                      | Benjamin Perry (CAN)          | 99è                     |

| Bahrain Victorious TBV | Bahrain Victorious TBV  | Bahrain Victorious TBV |
| ---------------------- | ----------------------- | ---------------------- |
| Núm                    | Ciclista                | Pos                    |
| 61                     | Dylan Teuns (BEL)       | 40è                    |
| 62                     | Sonny Colbrelli (ITA)   | DNF                    |
| 63                     | Marco Haller (AUT)      | 27è                    |
| 64                     | Heinrich Haussler (AUS) | 4t                     |
| 65                     | Marcel Sieberg (GER)    | DNF                    |
| 66                     | Mark Padun (UKR)        | DNF                    |
| 67                     | Stephen Williams (GBR)  | DNF                    |

| Bora-Hansgrohe BOH | Bora-Hansgrohe BOH      | Bora-Hansgrohe BOH |
| ------------------ | ----------------------- | ------------------ |
| Núm                | Ciclista                | Pos                |
| 71                 | Daniel Oss (ITA)        | 109è               |
| 72                 | Maciej Bodnar (POL)     | DNF                |
| 73                 | Marcus Burghardt (GER)  | DNF                |
| 74                 | Patrick Gamper (AUT)    | 120è               |
| 75                 | Ide Schelling (NED)     | 127è               |
| 76                 | Nils Politt (GER)       | 10è                |
| 77                 | Lukas Pöstlberger (AUT) | 59è                |

| Cofidis COF | Cofidis COF               | Cofidis COF |
| ----------- | ------------------------- | ----------- |
| Núm         | Ciclista                  | Pos         |
| 81          | Christophe Laporte (FRA)  | 13è         |
| 82          | Piet Allegaert (BEL)      | 54è         |
| 83          | Tom Bohli (SUI)           | 88è         |
| 84          | André Carvalho (POR)      | 77è         |
| 85          | Jean-Pierre Drucker (LUX) | 82è         |
| 86          | Emmanuel Morin (FRA)      | DNF         |
| 87          | Szymon Sajnok (POL)       | 139è        |

| EF Education-Nippo EFN | EF Education-Nippo EFN    | EF Education-Nippo EFN |
| ---------------------- | ------------------------- | ---------------------- |
| Núm                    | Ciclista                  | Pos                    |
| 91                     | Jens Keukeleire (BEL)     | 104è                   |
| 92                     | Moreno Hofland (NED)      | DNF                    |
| 93                     | Mitchell Docker (AUS)     | 130è                   |
| 94                     | Sebastian Langeveld (NED) | 81è                    |
| 95                     | Jonas Rutsch (GER)        | 35è                    |
| 96                     | Thomas Scully (NZL)       | 134è                   |
| 97                     | Julius van den Berg (NED) | 126è                   |

| Groupama-FDJ GFC | Groupama-FDJ GFC           | Groupama-FDJ GFC |
| ---------------- | -------------------------- | ---------------- |
| Núm              | Ciclista                   | Pos              |
| 101              | Stefan Küng (SUI) (ruta)   | 38è              |
| 102              | Antoine Duchesne (CAN)     | 103è             |
| 103              | Kevin Geniets (LUX) (ruta) | 9è               |
| 104              | Miles Scotson (AUS)        | 61è              |
| 105              | Fabian Lienhard (SUI)      | 107è             |
| 106              | Tobias Ludvigsson (SWE)    | 80è              |
| 107              | Jake Stewart (GBR)         | 2n               |

| Ineos Grenadiers IGD | Ineos Grenadiers IGD         | Ineos Grenadiers IGD |
| -------------------- | ---------------------------- | -------------------- |
| Núm                  | Ciclista                     | Pos                  |
| 111                  | Leonardo Basso (ITA)         | 114è                 |
| 112                  | Owain Doull (GBR)            | 22è                  |
| 113                  | Ethan Hayter (GBR)           | 66è                  |
| 114                  | Gianni Moscon (ITA)          | 45è                  |
| 115                  | Jhonatan Narváez Prado (ECU) | 39è                  |
| 116                  | Thomas Pidcock (GBR)         | 55è                  |
| 117                  | Michał Gołaś (POL)           | 113è                 |

| Israel Start-Up Nation ISN | Israel Start-Up Nation ISN | Israel Start-Up Nation ISN |
| -------------------------- | -------------------------- | -------------------------- |
| Núm                        | Ciclista                   | Pos                        |
| 121                        | Sep Vanmarcke (BEL)        | 3r                         |
| 122                        | Jenthe Biermans (BEL)      | DNF                        |
| 123                        | Reto Hollenstein (SUI)     | NP                         |
| 124                        | Norman Vahtra (EST)        | 111è                       |
| 125                        | Mads Würtz Schmidt (DEN)   | 73è                        |
| 126                        | Guillaume Boivin (CAN)     | NP                         |
| 127                        | Tom Van Asbroeck (BEL)     | 18è                        |

| Jumbo-Visma TJV | Jumbo-Visma TJV            | Jumbo-Visma TJV |
| --------------- | -------------------------- | --------------- |
| Núm             | Ciclista                   | Pos             |
| 131             | Olav Kooij (NED)           | 89è             |
| 132             | Edoardo Affini (ITA)       | DNF             |
| 133             | Pascal Eenkhoorn (NED)     | 51è             |
| 134             | Paul Martens (GER)         | DNF             |
| 135             | Timo Roosen (NED)          | 41è             |
| 136             | Nathan Van Hooydonck (BEL) | 46è             |
| 137             | Maarten Wynants (BEL)      | 92è             |

| Movistar Team MOV | Movistar Team MOV                 | Movistar Team MOV |
| ----------------- | --------------------------------- | ----------------- |
| Núm               | Ciclista                          | Pos               |
| 141               | Imanol Erviti Ollo (ESP)          | 135è              |
| 142               | Iván García Cortina (ESP)         | 11è               |
| 143               | Juri Hollmann (GER)               | 76è               |
| 144               | Johan Jacobs (SUI)                | 53è               |
| 145               | Mathias Norsgaard Jørgensen (DEN) | 94è               |
| 146               | Gonzalo Serrano Rodríguez (ESP)   | 21è               |
| 147               | Sebastián Mora Vedri (ESP)        | 110è              |

| BikeExchange BEX | BikeExchange BEX              | BikeExchange BEX |
| ---------------- | ----------------------------- | ---------------- |
| Núm              | Ciclista                      | Pos              |
| 151              | Luke Durbridge (AUS)          | 44è              |
| 152              | Alexander Edmondson (AUS)     | 108è             |
| 153              | Amund Grøndahl Jansen (NOR)   | 36è              |
| 154              | Christopher Juul-Jensen (DEN) | DNF              |
| 155              | Callum Scotson (AUS)          | 137è             |
| 156              | Dion Smith (NZL)              | 84è              |
| 157              | Robert Stannard (AUS)         | 101è             |

| Team DSM DSM | Team DSM DSM               | Team DSM DSM |
| ------------ | -------------------------- | ------------ |
| Núm          | Ciclista                   | Pos          |
| 161          | Tiesj Benoot (BEL)         | 29è          |
| 162          | Romain Bardet (FRA)        | 62è          |
| 163          | Niklas Märkl (GER)         | DNF          |
| 164          | Søren Kragh Andersen (DEN) | 23è          |
| 165          | Joris Nieuwenhuis (NED)    | 78è          |
| 166          | Casper Pedersen (DEN)      | DNF          |
| 167          | Jasha Sütterlin (GER)      | DNF          |

| Qhubeka Assos TQA | Qhubeka Assos TQA           | Qhubeka Assos TQA |
| ----------------- | --------------------------- | ----------------- |
| Núm               | Ciclista                    | Pos               |
| 171               | Carlos Barbero Cuesta (ESP) | 75è               |
| 172               | Victor Campenaerts (BEL)    | 48è               |
| 173               | Dimitri Claeys (BEL)        | 30è               |
| 174               | Michael Gogl (AUT)          | 37è               |
| 175               | Sander Armée (BEL)          | 121è              |
| 176               | Emil Nygaard Vinjebo (DEN)  | DNF               |
| 177               | Łukasz Wiśniowski (POL)     | 32è               |

| UAE Team Emirates UAD | UAE Team Emirates UAD          | UAE Team Emirates UAD |
| --------------------- | ------------------------------ | --------------------- |
| Núm                   | Ciclista                       | Pos                   |
| 181                   | Alexander Kristoff (NOR)       | 58è                   |
| 182                   | Sven Erik Bystrøm (NOR) (ruta) | 47è                   |
| 183                   | Ryan Gibbons (RSA) (ruta)      | 136è                  |
| 184                   | Vegard Stake Laengen (NOR)     | 128è                  |
| 185                   | Marco Marcato (ITA)            | 60è                   |
| 186                   | Matteo Trentin (ITA)           | 8è                    |
| 187                   | Oliviero Troia (ITA)           | DNF                   |

| Alpecin-Fenix AFC | Alpecin-Fenix AFC           | Alpecin-Fenix AFC |
| ----------------- | --------------------------- | ----------------- |
| Núm               | Ciclista                    | Pos               |
| 191               | Dries De Bondt (BEL) (ruta) | 20è               |
| 192               | Silvan Dillier (SUI)        | 14è               |
| 193               | Senne Leysen (BEL)          | 93è               |
| 194               | Xandro Meurisse (BEL)       | 68è               |
| 195               | Oscar Riesebeek (NED)       | 70è               |
| 196               | Jasper Philipsen (BEL)      | 124è              |
| 197               | Otto Vergaerde (BEL)        | DNF               |

| Bingoal-WB BWB | Bingoal-WB BWB         | Bingoal-WB BWB |
| -------------- | ---------------------- | -------------- |
| Núm            | Ciclista               | Pos            |
| 201            | Sean De Bie (BEL)      | DNF            |
| 202            | Arjen Livyns (BEL)     | 43è            |
| 203            | Milan Menten (BEL)     | 72è            |
| 204            | Dimitri Peyskens (BEL) | DNF            |
| 205            | Ludovic Robeet (BEL)   | 133è           |
| 206            | Joel Suter (SUI)       | 50è            |
| 207            | Tom Wirtgen (LUX)      | 87è            |

| Sport Vlaanderen-Baloise SVB | Sport Vlaanderen-Baloise SVB | Sport Vlaanderen-Baloise SVB |
| ---------------------------- | ---------------------------- | ---------------------------- |
| Núm                          | Ciclista                     | Pos                          |
| 211                          | Cedric Beullens (BEL)        | 17è                          |
| 212                          | Alex Colman (BEL)            | 119è                         |
| 213                          | Kenny De Ketele (BEL)        | DNF                          |
| 214                          | Aaron Van Poucke (BEL)       | 102è                         |
| 215                          | Kenneth Van Rooy (BEL)       | 67è                          |
| 216                          | Jordi Warlop (BEL)           | 25è                          |
| 217                          | Thimo Willems (BEL)          | 85è                          |

| B&B Hotels p/b KTM BBK | B&B Hotels p/b KTM BBK  | B&B Hotels p/b KTM BBK |
| ---------------------- | ----------------------- | ---------------------- |
| Núm                    | Ciclista                | Pos                    |
| 221                    | Jens Debusschere (BEL)  | 117è                   |
| 222                    | Frederik Backaert (BEL) | 74è                    |
| 223                    | Cyril Barthe (FRA)      | 31è                    |
| 224                    | Bert De Backer (BEL)    | 129è                   |
| 225                    | Bryan Coquard (FRA)     | 16è                    |
| 226                    | Jérémy Lecroq (FRA)     | 132è                   |
| 227                    | Cyril Lemoine (FRA)     | 116è                   |

| Arkéa-Samsic ARK | Arkéa-Samsic ARK        | Arkéa-Samsic ARK |
| ---------------- | ----------------------- | ---------------- |
| Núm              | Ciclista                | Pos              |
| 231              | Amaury Capiot (BEL)     | 12è              |
| 232              | Benjamin Declercq (BEL) | 95è              |
| 233              | Matis Louvel (FRA)      | 140è             |
| 234              | Christophe Noppe (BEL)  | 100è             |
| 235              | Daniel McLay (GBR)      | 97è              |
| 236              | Donavan Grondin (FRA)   | DNF              |
| 237              | Connor Swift (GBR)      | 105è             |

| Total Direct Énergie TDE | Total Direct Énergie TDE   | Total Direct Énergie TDE |
| ------------------------ | -------------------------- | ------------------------ |
| Núm                      | Ciclista                   | Pos                      |
| 241                      | Niki Terpstra (NED)        | 69è                      |
| 242                      | Edvald Boasson Hagen (NOR) | 98è                      |
| 243                      | Christopher Lawless (GBR)  | DNF                      |
| 244                      | Adrien Petit (FRA)         | 115è                     |
| 245                      | Damien Gaudin (FRA)        | 138è                     |
| 246                      | Anthony Turgis (FRA)       | 15è                      |
| 247                      | Dries Van Gestel (BEL)     | 90è                      |

| Trek-Segafredo TFS | Trek-Segafredo TFS      | Trek-Segafredo TFS |
| ------------------ | ----------------------- | ------------------ |
| Núm                | Ciclista                | Pos                |
| 1                  | Jasper Stuyven (BEL)    | 83è                |
| 2                  | Mads Pedersen (DEN)     | 112è               |
| 3                  | Edward Theuns (BEL)     | 86è                |
| 4                  | Ryan Mullen (IRL)       | 91è                |
| 5                  | Jakob Egholm (DEN)      | DNF                |
| 6                  | Charlie Quaterman (GBR) | DNF                |
| 7                  | Alex Kirsch (LUX)       | 63è                |

| Deceuninck-Quick Step DQT | Deceuninck-Quick Step DQT       | Deceuninck-Quick Step DQT |
| ------------------------- | ------------------------------- | ------------------------- |
| Núm                       | Ciclista                        | Pos                       |
| 11                        | Julian Alaphilippe (FRA) (ruta) | 57è                       |
| 12                        | Kasper Asgreen (DEN) (ruta)     | 49è                       |
| 13                        | Davide Ballerini (ITA)          | 1r                        |
| 14                        | Tim Declercq (BEL)              | DNF                       |
| 15                        | Yves Lampaert (BEL)             | 56è                       |
| 16                        | Florian Sénéchal (FRA)          | 7è                        |
| 17                        | Zdeněk Štybar (CZE)             | 125è                      |

| Lotto-Soudal LTS | Lotto-Soudal LTS         | Lotto-Soudal LTS |
| ---------------- | ------------------------ | ---------------- |
| Núm              | Ciclista                 | Pos              |
| 21               | Philippe Gilbert (BEL)   | 5è               |
| 22               | Frederik Frison (BEL)    | DNF              |
| 23               | Andreas Kron (DEN)       | 79è              |
| 24               | Stefano Oldani (ITA)     | 71è              |
| 25               | Brent Van Moer (BEL)     | DNF              |
| 26               | Florian Vermeersch (BEL) | DNF              |
| 27               | Tim Wellens (BEL)        | 24è              |

| Intermarché-Wanty-Gobert Matériaux IWG | Intermarché-Wanty-Gobert Matériaux IWG | Intermarché-Wanty-Gobert Matériaux IWG |
| -------------------------------------- | -------------------------------------- | -------------------------------------- |
| Núm                                    | Ciclista                               | Pos                                    |
| 31                                     | Aimé De Gendt (BEL)                    | 28è                                    |
| 32                                     | Jonas Koch (GER)                       | 65è                                    |
| 33                                     | Taco van der Hoorn (NED)               | 96è                                    |
| 34                                     | Andrea Pasqualon (ITA)                 | 64è                                    |
| 35                                     | Boy van Poppel (NED)                   | DNF                                    |
| 36                                     | Pieter Vanspeybrouck (BEL)             | 118è                                   |
| 37                                     | Loïc Vliegen (BEL)                     | 52è                                    |

| AG2R Citroën Team ACT | AG2R Citroën Team ACT   | AG2R Citroën Team ACT |
| --------------------- | ----------------------- | --------------------- |
| Núm                   | Ciclista                | Pos                   |
| 41                    | Greg Van Avermaet (BEL) | 33è                   |
| 42                    | Julien Duval (FRA)      | DNF                   |
| 43                    | Alexis Gougeard (FRA)   | DNF                   |
| 44                    | Lawrence Naesen (BEL)   | 26è                   |
| 45                    | Oliver Naesen (BEL)     | 19è                   |
| 46                    | Damien Touzé (FRA)      | 34è                   |
| 47                    | Gijs Van Hoecke (BEL)   | 122è                  |

| Astana-Premier Tech APT | Astana-Premier Tech APT       | Astana-Premier Tech APT |
| ----------------------- | ----------------------------- | ----------------------- |
| Núm                     | Ciclista                      | Pos                     |
| 51                      | Fabio Felline (ITA)           | 106è                    |
| 52                      | Alexander Aranburu Deba (ESP) | 6è                      |
| 53                      | Manuele Boaro (ITA)           | DNF                     |
| 54                      | Yevgeniy Fedorov (KAZ)        | 123è                    |
| 55                      | Gorka Izagirre Insausti (ESP) | 42è                     |
| 56                      | Davide Martinelli (ITA)       | 131è                    |
| 57                      | Benjamin Perry (CAN)          | 99è                     |

| Bahrain Victorious TBV | Bahrain Victorious TBV  | Bahrain Victorious TBV |
| ---------------------- | ----------------------- | ---------------------- |
| Núm                    | Ciclista                | Pos                    |
| 61                     | Dylan Teuns (BEL)       | 40è                    |
| 62                     | Sonny Colbrelli (ITA)   | DNF                    |
| 63                     | Marco Haller (AUT)      | 27è                    |
| 64                     | Heinrich Haussler (AUS) | 4t                     |
| 65                     | Marcel Sieberg (GER)    | DNF                    |
| 66                     | Mark Padun (UKR)        | DNF                    |
| 67                     | Stephen Williams (GBR)  | DNF                    |

| Bora-Hansgrohe BOH | Bora-Hansgrohe BOH      | Bora-Hansgrohe BOH |
| ------------------ | ----------------------- | ------------------ |
| Núm                | Ciclista                | Pos                |
| 71                 | Daniel Oss (ITA)        | 109è               |
| 72                 | Maciej Bodnar (POL)     | DNF                |
| 73                 | Marcus Burghardt (GER)  | DNF                |
| 74                 | Patrick Gamper (AUT)    | 120è               |
| 75                 | Ide Schelling (NED)     | 127è               |
| 76                 | Nils Politt (GER)       | 10è                |
| 77                 | Lukas Pöstlberger (AUT) | 59è                |

| Cofidis COF | Cofidis COF               | Cofidis COF |
| ----------- | ------------------------- | ----------- |
| Núm         | Ciclista                  | Pos         |
| 81          | Christophe Laporte (FRA)  | 13è         |
| 82          | Piet Allegaert (BEL)      | 54è         |
| 83          | Tom Bohli (SUI)           | 88è         |
| 84          | André Carvalho (POR)      | 77è         |
| 85          | Jean-Pierre Drucker (LUX) | 82è         |
| 86          | Emmanuel Morin (FRA)      | DNF         |
| 87          | Szymon Sajnok (POL)       | 139è        |

| EF Education-Nippo EFN | EF Education-Nippo EFN    | EF Education-Nippo EFN |
| ---------------------- | ------------------------- | ---------------------- |
| Núm                    | Ciclista                  | Pos                    |
| 91                     | Jens Keukeleire (BEL)     | 104è                   |
| 92                     | Moreno Hofland (NED)      | DNF                    |
| 93                     | Mitchell Docker (AUS)     | 130è                   |
| 94                     | Sebastian Langeveld (NED) | 81è                    |
| 95                     | Jonas Rutsch (GER)        | 35è                    |
| 96                     | Thomas Scully (NZL)       | 134è                   |
| 97                     | Julius van den Berg (NED) | 126è                   |

| Groupama-FDJ GFC | Groupama-FDJ GFC           | Groupama-FDJ GFC |
| ---------------- | -------------------------- | ---------------- |
| Núm              | Ciclista                   | Pos              |
| 101              | Stefan Küng (SUI) (ruta)   | 38è              |
| 102              | Antoine Duchesne (CAN)     | 103è             |
| 103              | Kevin Geniets (LUX) (ruta) | 9è               |
| 104              | Miles Scotson (AUS)        | 61è              |
| 105              | Fabian Lienhard (SUI)      | 107è             |
| 106              | Tobias Ludvigsson (SWE)    | 80è              |
| 107              | Jake Stewart (GBR)         | 2n               |

| Ineos Grenadiers IGD | Ineos Grenadiers IGD         | Ineos Grenadiers IGD |
| -------------------- | ---------------------------- | -------------------- |
| Núm                  | Ciclista                     | Pos                  |
| 111                  | Leonardo Basso (ITA)         | 114è                 |
| 112                  | Owain Doull (GBR)            | 22è                  |
| 113                  | Ethan Hayter (GBR)           | 66è                  |
| 114                  | Gianni Moscon (ITA)          | 45è                  |
| 115                  | Jhonatan Narváez Prado (ECU) | 39è                  |
| 116                  | Thomas Pidcock (GBR)         | 55è                  |
| 117                  | Michał Gołaś (POL)           | 113è                 |

| Israel Start-Up Nation ISN | Israel Start-Up Nation ISN | Israel Start-Up Nation ISN |
| -------------------------- | -------------------------- | -------------------------- |
| Núm                        | Ciclista                   | Pos                        |
| 121                        | Sep Vanmarcke (BEL)        | 3r                         |
| 122                        | Jenthe Biermans (BEL)      | DNF                        |
| 123                        | Reto Hollenstein (SUI)     | NP                         |
| 124                        | Norman Vahtra (EST)        | 111è                       |
| 125                        | Mads Würtz Schmidt (DEN)   | 73è                        |
| 126                        | Guillaume Boivin (CAN)     | NP                         |
| 127                        | Tom Van Asbroeck (BEL)     | 18è                        |

| Jumbo-Visma TJV | Jumbo-Visma TJV            | Jumbo-Visma TJV |
| --------------- | -------------------------- | --------------- |
| Núm             | Ciclista                   | Pos             |
| 131             | Olav Kooij (NED)           | 89è             |
| 132             | Edoardo Affini (ITA)       | DNF             |
| 133             | Pascal Eenkhoorn (NED)     | 51è             |
| 134             | Paul Martens (GER)         | DNF             |
| 135             | Timo Roosen (NED)          | 41è             |
| 136             | Nathan Van Hooydonck (BEL) | 46è             |
| 137             | Maarten Wynants (BEL)      | 92è             |

| Movistar Team MOV | Movistar Team MOV                 | Movistar Team MOV |
| ----------------- | --------------------------------- | ----------------- |
| Núm               | Ciclista                          | Pos               |
| 141               | Imanol Erviti Ollo (ESP)          | 135è              |
| 142               | Iván García Cortina (ESP)         | 11è               |
| 143               | Juri Hollmann (GER)               | 76è               |
| 144               | Johan Jacobs (SUI)                | 53è               |
| 145               | Mathias Norsgaard Jørgensen (DEN) | 94è               |
| 146               | Gonzalo Serrano Rodríguez (ESP)   | 21è               |
| 147               | Sebastián Mora Vedri (ESP)        | 110è              |

| BikeExchange BEX | BikeExchange BEX              | BikeExchange BEX |
| ---------------- | ----------------------------- | ---------------- |
| Núm              | Ciclista                      | Pos              |
| 151              | Luke Durbridge (AUS)          | 44è              |
| 152              | Alexander Edmondson (AUS)     | 108è             |
| 153              | Amund Grøndahl Jansen (NOR)   | 36è              |
| 154              | Christopher Juul-Jensen (DEN) | DNF              |
| 155              | Callum Scotson (AUS)          | 137è             |
| 156              | Dion Smith (NZL)              | 84è              |
| 157              | Robert Stannard (AUS)         | 101è             |

| Team DSM DSM | Team DSM DSM               | Team DSM DSM |
| ------------ | -------------------------- | ------------ |
| Núm          | Ciclista                   | Pos          |
| 161          | Tiesj Benoot (BEL)         | 29è          |
| 162          | Romain Bardet (FRA)        | 62è          |
| 163          | Niklas Märkl (GER)         | DNF          |
| 164          | Søren Kragh Andersen (DEN) | 23è          |
| 165          | Joris Nieuwenhuis (NED)    | 78è          |
| 166          | Casper Pedersen (DEN)      | DNF          |
| 167          | Jasha Sütterlin (GER)      | DNF          |

| Qhubeka Assos TQA | Qhubeka Assos TQA           | Qhubeka Assos TQA |
| ----------------- | --------------------------- | ----------------- |
| Núm               | Ciclista                    | Pos               |
| 171               | Carlos Barbero Cuesta (ESP) | 75è               |
| 172               | Victor Campenaerts (BEL)    | 48è               |
| 173               | Dimitri Claeys (BEL)        | 30è               |
| 174               | Michael Gogl (AUT)          | 37è               |
| 175               | Sander Armée (BEL)          | 121è              |
| 176               | Emil Nygaard Vinjebo (DEN)  | DNF               |
| 177               | Łukasz Wiśniowski (POL)     | 32è               |

| UAE Team Emirates UAD | UAE Team Emirates UAD          | UAE Team Emirates UAD |
| --------------------- | ------------------------------ | --------------------- |
| Núm                   | Ciclista                       | Pos                   |
| 181                   | Alexander Kristoff (NOR)       | 58è                   |
| 182                   | Sven Erik Bystrøm (NOR) (ruta) | 47è                   |
| 183                   | Ryan Gibbons (RSA) (ruta)      | 136è                  |
| 184                   | Vegard Stake Laengen (NOR)     | 128è                  |
| 185                   | Marco Marcato (ITA)            | 60è                   |
| 186                   | Matteo Trentin (ITA)           | 8è                    |
| 187                   | Oliviero Troia (ITA)           | DNF                   |

| Alpecin-Fenix AFC | Alpecin-Fenix AFC           | Alpecin-Fenix AFC |
| ----------------- | --------------------------- | ----------------- |
| Núm               | Ciclista                    | Pos               |
| 191               | Dries De Bondt (BEL) (ruta) | 20è               |
| 192               | Silvan Dillier (SUI)        | 14è               |
| 193               | Senne Leysen (BEL)          | 93è               |
| 194               | Xandro Meurisse (BEL)       | 68è               |
| 195               | Oscar Riesebeek (NED)       | 70è               |
| 196               | Jasper Philipsen (BEL)      | 124è              |
| 197               | Otto Vergaerde (BEL)        | DNF               |

| Bingoal-WB BWB | Bingoal-WB BWB         | Bingoal-WB BWB |
| -------------- | ---------------------- | -------------- |
| Núm            | Ciclista               | Pos            |
| 201            | Sean De Bie (BEL)      | DNF            |
| 202            | Arjen Livyns (BEL)     | 43è            |
| 203            | Milan Menten (BEL)     | 72è            |
| 204            | Dimitri Peyskens (BEL) | DNF            |
| 205            | Ludovic Robeet (BEL)   | 133è           |
| 206            | Joel Suter (SUI)       | 50è            |
| 207            | Tom Wirtgen (LUX)      | 87è            |

| Sport Vlaanderen-Baloise SVB | Sport Vlaanderen-Baloise SVB | Sport Vlaanderen-Baloise SVB |
| ---------------------------- | ---------------------------- | ---------------------------- |
| Núm                          | Ciclista                     | Pos                          |
| 211                          | Cedric Beullens (BEL)        | 17è                          |
| 212                          | Alex Colman (BEL)            | 119è                         |
| 213                          | Kenny De Ketele (BEL)        | DNF                          |
| 214                          | Aaron Van Poucke (BEL)       | 102è                         |
| 215                          | Kenneth Van Rooy (BEL)       | 67è                          |
| 216                          | Jordi Warlop (BEL)           | 25è                          |
| 217                          | Thimo Willems (BEL)          | 85è                          |

| B&B Hotels p/b KTM BBK | B&B Hotels p/b KTM BBK  | B&B Hotels p/b KTM BBK |
| ---------------------- | ----------------------- | ---------------------- |
| Núm                    | Ciclista                | Pos                    |
| 221                    | Jens Debusschere (BEL)  | 117è                   |
| 222                    | Frederik Backaert (BEL) | 74è                    |
| 223                    | Cyril Barthe (FRA)      | 31è                    |
| 224                    | Bert De Backer (BEL)    | 129è                   |
| 225                    | Bryan Coquard (FRA)     | 16è                    |
| 226                    | Jérémy Lecroq (FRA)     | 132è                   |
| 227                    | Cyril Lemoine (FRA)     | 116è                   |

| Arkéa-Samsic ARK | Arkéa-Samsic ARK        | Arkéa-Samsic ARK |
| ---------------- | ----------------------- | ---------------- |
| Núm              | Ciclista                | Pos              |
| 231              | Amaury Capiot (BEL)     | 12è              |
| 232              | Benjamin Declercq (BEL) | 95è              |
| 233              | Matis Louvel (FRA)      | 140è             |
| 234              | Christophe Noppe (BEL)  | 100è             |
| 235              | Daniel McLay (GBR)      | 97è              |
| 236              | Donavan Grondin (FRA)   | DNF              |
| 237              | Connor Swift (GBR)      | 105è             |

| Total Direct Énergie TDE | Total Direct Énergie TDE   | Total Direct Énergie TDE |
| ------------------------ | -------------------------- | ------------------------ |
| Núm                      | Ciclista                   | Pos                      |
| 241                      | Niki Terpstra (NED)        | 69è                      |
| 242                      | Edvald Boasson Hagen (NOR) | 98è                      |
| 243                      | Christopher Lawless (GBR)  | DNF                      |
| 244                      | Adrien Petit (FRA)         | 115è                     |
| 245                      | Damien Gaudin (FRA)        | 138è                     |
| 246                      | Anthony Turgis (FRA)       | 15è                      |
| 247                      | Dries Van Gestel (BEL)     | 90è                      |